# William Hales Hingston
Pour les articles homonymes, voir Hales et Hingston.
William Hales Hingston, né le 29 juin 1829 à Hinchinbrooke et mort le 19 février 1907 à Montréal, est un médecin, homme politique, banquier et sénateur canadien. Il fut maire de Montréal, de 1875 à 1877.

## Biographie
William Hales Hingston est né à Hinchinbrooke le 29 juin 1829, au Québec. Le 10 septembre 1875, Il épouse Margaret Josephine Macdonald, la fille de Donald Alexandre Macdonald, en 1875. Leur fils aîné, William F. Hingston (1877-1964), fut recteur du collège Loyola de 1918 à 1925.  

### Formation
Hingston a fait des études chez les Sulpiciens à Montréal, puis à l'Université McGill, d'où il obtient un diplôme en médecine en 1851. Par la suite, il se rend en Europe, principalement à Édinbourg (où il obtient son diplôme de chirurgien), à Dublin, à Londres, à Vienne et à Paris, afin d'acquérir de l'expérience dans le domaine médical.   

### Carrière
En 1853, dès son retour d'Europe, il devient médecin à l'Hôpital St-Patrick de Montréal, une institution affiliée à l'Hotel-Dieu de Montréal. Lorsque l'Hôpital St-Patrick est détruit par un incendie, Hingston se joint à l'équipe de l'Hotel-Dieu. En 1863, il devient le tout premier chirurgien à pratiquer l'ablation d'un rein qui était atteint d'une tumeur. En 1882, il devient chirurgien en chef de l'hôpital.

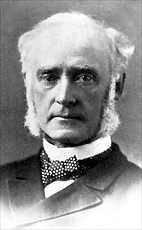
Sir William Hales Hingston.

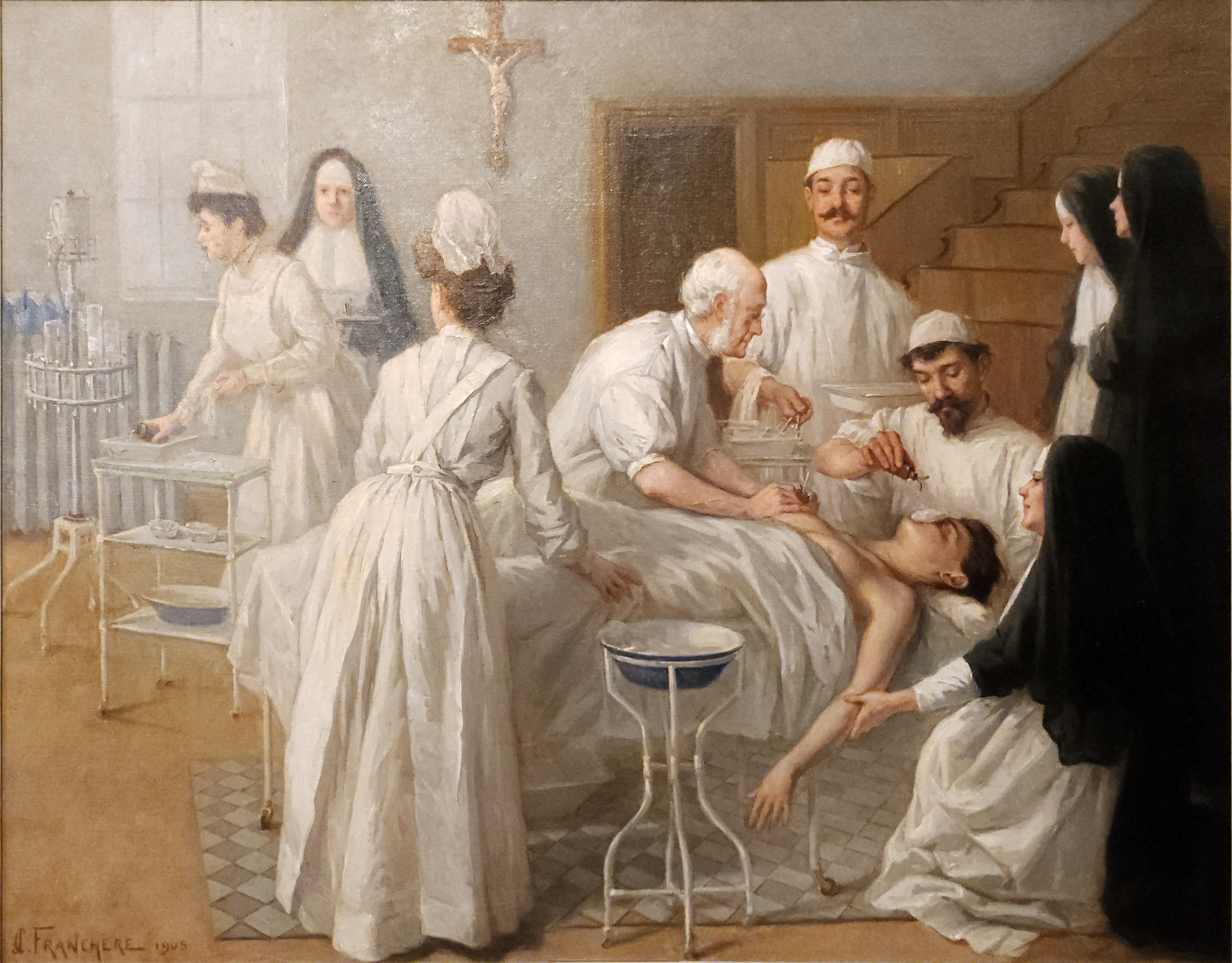
La salle d'opération du Dr. Hingston, peinture de Joseph-Charles Franchère, 1905

En  parallèle à sa profession médicale, en 1875, Hingston devient maire de Montréal pour un mandat de deux ans. Afin de rendre la ville plus propre, il établit un système régulier d'enlèvement des déchets. Il engagea des vidangeurs et confia cette tâche au bureau de santé. Il voulait éviter que les ordures s'accumulent dans les rues et favorisent la contamination de maladies.
En 1875, une épidémie de variole mortelle éclata qui touchant particulièrement les enfants. En 1876, Hingston lança une campagn pour la vaccination. Il put finalement obliger la population à se faire vacciner.  Tous, y compris les adultes, les bébés et les enfants[réf. nécessaire]. 
Il fut président de la Banque d'épargne de la cité et du district de Montréal (aujourd'hui la Banque Laurentienne du Canada). En 1885, il devint président du Bureau d'hygiène publique provincial.
En 1896, il est nommé au Sénat du Canada représentant la division sénatoriale de Rougemont. Il siège au Sénat comme conservateur jusqu'à sa mort le 19 février 1907. Il meurt à son domicile à Montréal à l'âge de 77 ans à la suite d'un malaise ressenti la veille.
Durant sa vie, il est entre autres vice-président de l'Association britannique pour l'avancement des sciences, membre honoraire de l'Association médicale britannique, président du Collèges des médecins et chirurgiens, président de l'Association médicale et professeur de chirurgie à l'École de médecine de l’Université Bishop's.

## Honneurs
- 1895 : la reine Victoria lui décerne le titre de chevalier[2].
- 1875 : le pape Pie IX lui décerne le titre de chevalier commandant de l'ordre de Saint-Grégoire-le-Grand[3].
- Il existe une avenue Hingston dans le quartier Notre-Dame-de-Grâce de Montréal.

## Sources
- Dictionnaire biographique du Canada
- Ville de Montreal
- Biographie politique de la Bibliothèque du Parlement
- La Mémoire du Québec : William Hales Hingston
- (en) Alan Hustak, Sir William Hingston 1829–1907: Montreal Mayor, Surgeon and Banker, Price-Patterson Ltd., 2004  (ISBN 1-896881-37-8)